# Fatines
Fatines és un municipi francès situat al departament del Sarthe i a la regió de País del Loira. L'any 2007 tenia 731 habitants.

## Demografia

### Població
El 2007 la població de fet de Fatines era de 731 persones. Hi havia 244 famílies de les quals 36 eren unipersonals (12 homes vivint sols i 24 dones vivint soles), 84 parelles sense fills i 124 parelles amb fills.
La població ha evolucionat segons el següent gràfic:
Habitants censats

### Habitatges
El 2007 hi havia 270 habitatges, 255 eren l'habitatge principal de la família, 1 era una segona residència i 14 estaven desocupats. 268 eren cases i 1 era un apartament. Dels 255 habitatges principals, 213 estaven ocupats pels seus propietaris, 39 estaven llogats i ocupats pels llogaters i 3 estaven cedits a títol gratuït; 5 tenien dues cambres, 17 en tenien tres, 58 en tenien quatre i 175 en tenien cinc o més. 229 habitatges disposaven pel capbaix d'una plaça de pàrquing. A 78 habitatges hi havia un automòbil i a 169 n'hi havia dos o més.

### Piràmide de població
La piràmide de població per edats i sexe el 2009 era:
| Homes | Edats   | Dones |
| ----- | ------- | ----- |
| 0     | 95 o +  | 0     |
| 0     | 90 a 94 | 0     |
| 0     | 85 a 89 | 4     |
| 0     | 80 a 84 | 0     |
| 8     | 75 a 79 | 8     |
| 4     | 70 a 74 | 0     |
| 12    | 65 a 69 | 8     |
| 4     | 60 a 64 | 12    |
| 8     | 55 a 59 | 4     |
| 24    | 50 a 54 | 24    |
| 32    | 45 a 49 | 40    |
| 24    | 40 a 44 | 16    |
| 32    | 35 a 39 | 32    |
| 28    | 30 a 34 | 40    |
| 8     | 25 a 29 | 16    |
| 16    | 20 a 24 | 12    |
| 20    | 15 a 19 | 20    |
| 8     | 10 a 14 | 20    |
| 28    | 5 a 9   | 36    |
| 24    | 0 a 4   | 32    |

## Economia
El 2007 la població en edat de treballar era de 488 persones, 373 eren actives i 115 eren inactives. De les 373 persones actives 354 estaven ocupades (187 homes i 167 dones) i 19 estaven aturades (7 homes i 12 dones). De les 115 persones inactives 40 estaven jubilades, 49 estaven estudiant i 26 estaven classificades com a «altres inactius».

### Ingressos
El 2009 a Fatines hi havia 261 unitats fiscals que integraven 768 persones, la mediana anual d'ingressos fiscals per persona era de 18.397 €.

### Activitats econòmiques
Dels 13 establiments que hi havia el 2007, 1 era d'una empresa de fabricació d'altres productes industrials, 3 d'empreses de construcció, 2 d'empreses de comerç i reparació d'automòbils, 1 d'una empresa d'hostatgeria i restauració, 2 d'empreses financeres, 2 d'empreses de serveis, 1 d'una entitat de l'administració pública i 1 d'una empresa classificada com a «altres activitats de serveis».
Dels 3 establiments de servei als particulars que hi havia el 2009, 1 era un guixaire pintor i 2 lampisteries.
L'any 2000 a Fatines hi havia 9 explotacions agrícoles.

## Equipaments sanitaris i escolars
El 2009 hi havia una escola elemental.

## Poblacions properes
El següent diagrama mostra les poblacions més properes.